# にっぽん百名山

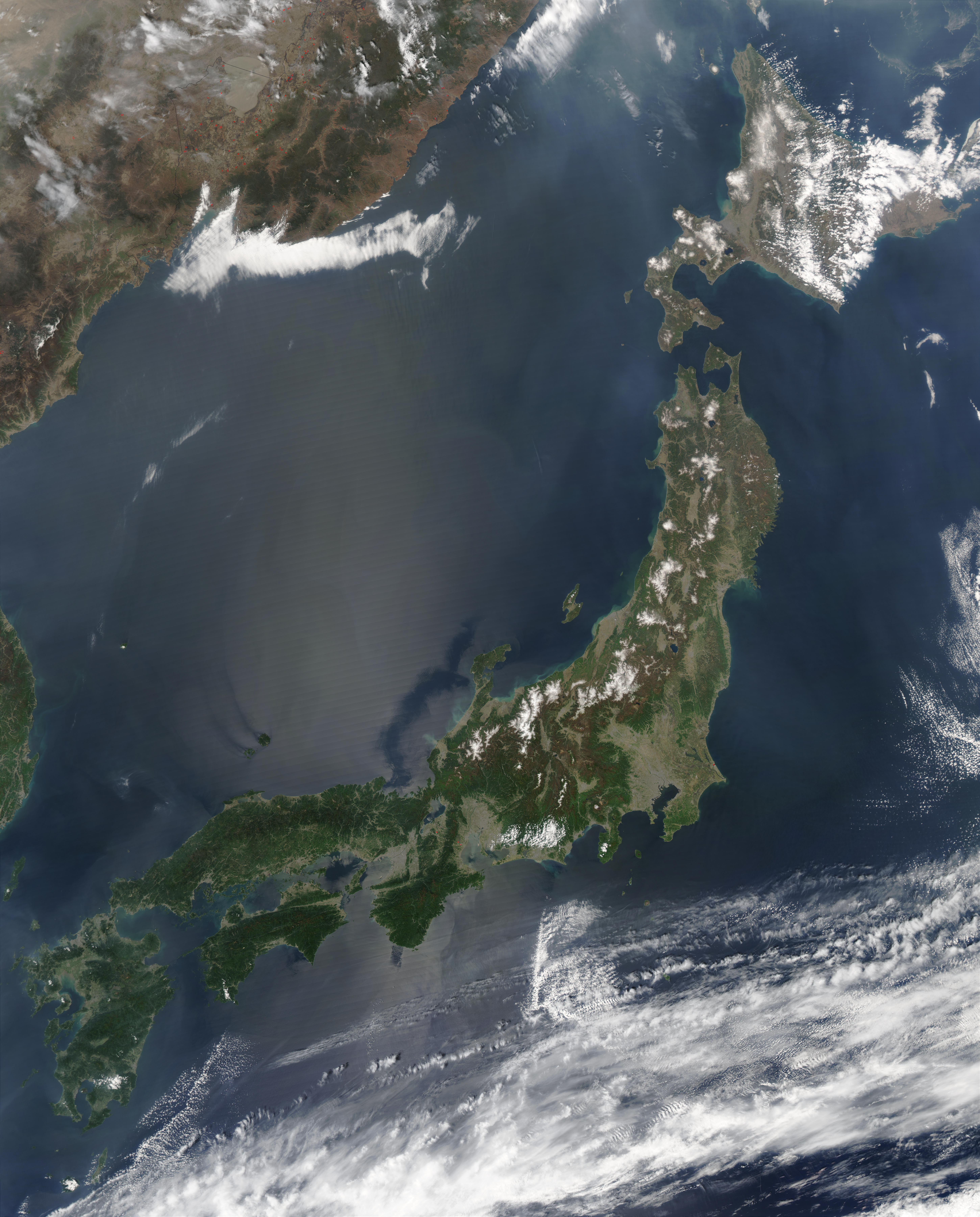
日本各地の山旅を、映像とともにナレーション解説で紹介する番組である

『にっぽん百名山』（にっぽんひゃくめいざん）は、2012年7月2日からNHK BSプレミアム、2018年12月からNHK BS4K、2023年12月からNHK BSプレミアム4Kで放送されている自然紀行のテレビ番組である。海外向けNHKワールド・プレミアムでは特別番組扱いで不定期放送される。
本項目では、2020年11月23日からBSプレミアムで『吉田類のにっぽん百低山』のタイトルで不定期放送され、2024年4月からNHK BSで放送されている『にっぽん百低山』（にっぽんひゃくていざん）についても記述する。

## 概要
山歩きをしながら日本の山の絶景や自然を紹介している番組。地元ガイドの先導で、登山者（視聴者）の目線で山頂を目指すのが特徴である。登山開始地点から頂上までを紹介する本編以外に、その他の季節の山の様子や、山にまつわる話題を紹介する「山旅メモ」、山岳ガイドが山登りのコツを3つ語る「山旅いろは」を挟む。
2013年度から2017年度まで、NHK BS1でこの番組を題材にした関連番組『実践! にっぽん百名山』（出演：釈由美子、萩原浩司、花谷泰広ほか）が、2013年度から2018年度まで、『15分でにっぽん百名山』（語り：三浦祥朗）が放送された。
タイトルが類似した番組は、1994年から翌年にかけてNHK衛星第2テレビジョンで放送された、深田久弥の著書でもある『日本百名山』の全山を紹介した『日本百名山』のテレビ番組がある。2012年3月26日には、押切もえなどが出演した『にっぽん百名山 山旅へようこそ「八ヶ岳」』が放送された。

## 音楽
- テーマ音楽 - 空になる（さだまさし） - さだが番組のために書き下ろした楽曲（アルバム『もう来る頃…』の収録曲）
- 番組中音楽[要出典]
  - 青山政憲
  - 篠崎央彡
  - 宇戸俊秀
  - 渡邉賢一
  - 塩崎容正
  - 成田玲

## ナレーション
- 鈴木麻里子（本編[8]）
- 山崎岳彦（本編[9]）
- 吉川未来（山旅メモ[9]）
- 高塚正也（山旅メモ[10]）
- 三浦祥朗（山旅メモ）

## 放送時間

### 2025年4月 -　　「にっぽん百低山」を放送する場合がある。
本放送
BSプレミアム4K
- 火曜日 21時00分 - 21時30分

BS
- 月曜日 19時00分 - 19時30分（BSプレミアム4Kの翌週）

再放送
BSプレミアム4K
- 木曜日 8時 - 8時30分
- 月曜日 12時30分 - 13時

### 2024年4月 -2025年3月
本放送
BSプレミアム4K
- 木曜日 19時30分 - 20時

BS
- 月曜日 17時30分 - 18時（BSプレミアム4Kの翌週）

再放送
BSプレミアム4K
- 月曜日 12時30分 - 13時
- 木曜日 8時 - 8時30分

BS
- 水曜日 21時30分 - 22時

#### 2023年12月 - 2024年3月
本放送
BSプレミアム4K
- 木曜日 19時30分 - 21時

BS
- 木曜日 19時30分 - 21時（BSプレミアム4Kの翌週）

再放送
BSプレミアム4K
- 火曜日 14時 - 15時30分
- 木曜日 8時 - 9時30分

BS
- 木曜日 9時30分 - 11時

#### 2023年4月 - 2023年11月
本放送
BSプレミアム・BS4K
- 木曜日 19時30分 - 21時

再放送
BSプレミアム・BS4K
- 木曜日 8時 - 9時30分

#### 2021年4月 - 2023年3月
本放送
BSプレミアム・BS4K
- 月曜日 19時30分 - 20時
  - BS4Kは、2020年度より月曜日が本放送となっている。また、特別番組放送時は90分版となり、21時まで放送される。

再放送
BSプレミアム・BS4K
- 月曜日 12時30分 - 13時

#### - 2021年3月
本放送
BS4K
- 火曜日 19時30分 - 20時（2018年度・2019年度）

再放送
BSプレミアム
- 日曜日 6時30分 - 7時（2016年度まで）
- 木曜日 11時 - 11時30分（2016年度まで）
- 月曜日 6時30分 - 7時（2017年度）

BS4K
- 火曜日 9時30分 - 10時（2018年度・2019年度）
- 火曜日 16時30分 - 17時（2020年度）
- 土曜日 6時30分 - 7時（2020年度）

NHKワールド・プレミアムでは特別番組扱いであるため放送時間は定まっていない。

## 放送内容
過去に放送された主題を以下に示す。毎週各地の日本の山旅が映像とともに紹介される。

### 2012年

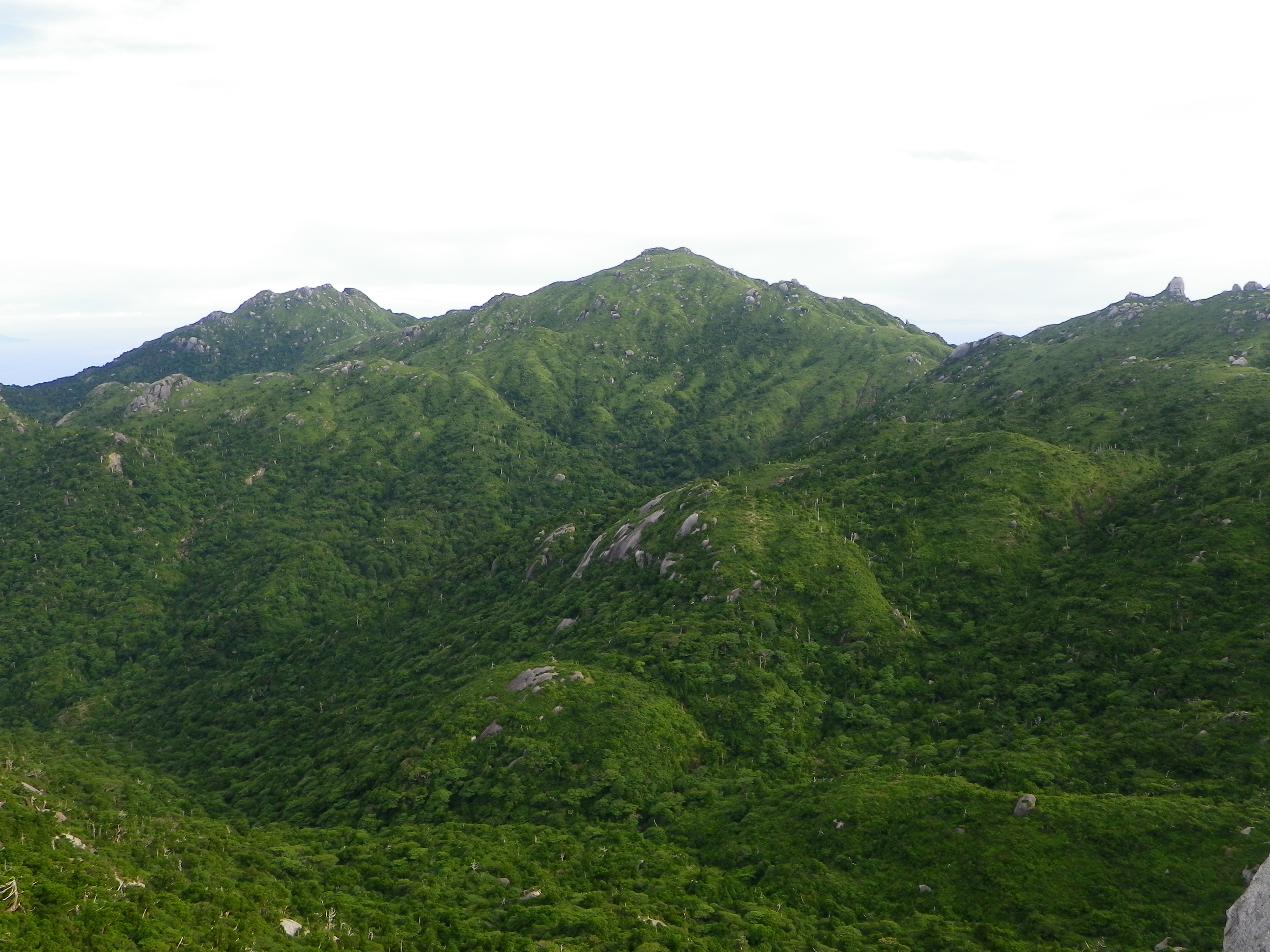
世界遺産に登録されている屋久島の宮之浦岳
（2012年7月9日放送）

- 7月 - 大台ヶ原山、宮之浦岳、丹沢、くじゅう連山（久住山）
- 8月 - （ロンドンオリンピック時は番組休止）、石鎚山、大山
- 9月 - 岩手山、御嶽山、早池峰山、大雪山
- 10月 - 白山、羅臼岳、鹿島槍ケ岳・五竜岳、尾瀬・燧ケ岳、木曽駒ケ岳（将棊頭山経由）
- 11月 - 甲斐駒ケ岳（黒戸尾根経由）、立山（称名滝・弥陀ヶ原経由雄山）、剱岳（室堂平・剣御前経由）、穂高岳（涸沢カール経由奥穂高岳）
- 12月 - 常念岳（蝶ヶ岳経由）、月山、磐梯山

### 2013年
- 1月 - 尾瀬・至仏山、筑波山
- 2月 - 八甲田山、阿蘇山
- 3月 - 大山、岩手山、甲斐駒ケ岳、剱岳
- 4月 - 5月 - 番組休止、筑波山（再放送）（5月27日）
- 6月 - 開聞岳、両神山、剣山、荒島岳
- 7月 - 赤城山、岩木山、男体山
- 8月 - 雨飾山、大峰山、谷川岳
- 9月 - 北岳・間ノ岳、光岳、八ヶ岳（西岳・権現岳・赤岳）、富士山
- 10月 - トムラウシ山、鳥海山、飯豊山
- 11月 - 草津白根山、槍ヶ岳、白馬岳、蓼科山
- 12月 - 聖岳、水晶岳・鷲羽岳、浅間山

### 2014年
- 1月 - 十勝岳、空木岳
- 2月 - 焼岳、巻機山
- 3月 - 那須岳、恵那山
- 4月 - 5月 - 再放送
- 6月 - 祖母山、霧島山、丹沢山（檜洞丸・丹沢山・蛭ヶ岳）、天城山、甲武信ヶ岳
- 7月 - 美ヶ原、日光白根山、霧ヶ峰
- 8月 - 武尊山、妙高山
- 9月 - 吾妻山、高妻山、利尻山、赤石岳（悪沢岳経由）
- 10月 - 黒部五郎岳、穂高岳（岳沢・吊り尾根経由奥穂高岳） 2作目、甲斐駒ヶ岳（北沢峠から駒津峰経由） 2作目
- 11月 - 羊蹄山、伊吹山、木曽駒ケ岳（宝剣岳経由） 2作目
- 12月 - 鳳凰山、幌尻岳、立山（別山・真砂岳経由雄山） 2作目、剱岳（早月尾根経由） 2作目

### 2015年
- 1月 - 笠ヶ岳、朝日岳
- 2月 - 八幡平、安達太良山
- 3月 - 大菩薩嶺
- 4月 - 5月 - 再放送
- 6月 - 筑波山 2作目、宮之浦岳 2作目、大峰山 2作目、雲取山
- 7月 - 金峰山・瑞牆山、皇海山、苗場山
- 8月 - 甲武信ヶ岳 2作目、至仏山 2作目、会津駒ヶ岳、火打山[17]
- 9月 - 平ヶ岳、斜里岳、乗鞍岳
- 10月 - 塩見岳、悪沢岳、越後駒ヶ岳
- 11月 - 四阿山、槍ヶ岳 2作目、蔵王山、仙丈ヶ岳
- 12月 ⁻ 北岳、薬師岳、八甲田山 2作目

### 2016年
- 1月 ‐ 富士山 2作目、五竜岳（唐松岳経由） 2作目、阿寒岳
- 2月 ⁻ 石鎚山 2作目、谷川岳 2作目
- 3月 ⁻ 水晶岳（双六岳・三俣蓮華岳経由） 2作目
- 4月 - 5月 ⁻ 再放送
- 6月 ⁻ 高尾山（この放送からタイトルに「新たなる峰々へ」が追記）、藤原岳、榛名山
- 7月 ⁻ 大岳山、浅草岳、安達太良山 2作目
- 8月 ⁻ 磐梯山 2作目、礼文岳、秋田駒ケ岳、月山 2作目
- 9月 ⁻ 暑寒別岳、聖岳 2作目、八ヶ岳（東天狗岳・硫黄岳・横岳・赤岳） 2作目
- 10月 ⁻ 焼岳 2作目、穂高岳（北穂高岳・涸沢岳・奥穂高岳）3作目、常念岳（燕岳・大天井岳経由） 2作目、針ノ木岳
- 11月 ⁻ 鳳凰山 2作目、白馬岳（栂池・白馬大池・小蓮華山経由） 2作目、朝日岳 2作目
- 12月 ⁻ 空木岳（越百山・南駒ケ岳経由） 2作目、東赤石山、十勝岳 2作目、白山 2作目

### 2017年
- 1月 ‐ 妙高山 2作目、岩木山 2作目、霧ヶ峰 2作目
- 2月 ‐ 日光白根山 2作目、大台ヶ原山 2作目、くじゅう連山 2作目
- 3月 - 5月 ‐ 再放送
- 6月 ‐ 大山〜神奈川 丹沢山地〜、川苔山〜東京 奥多摩〜、霊仙山〜滋賀 鈴鹿山脈〜
- 7月 ‐ 比婆山〜中国山地 広島〜、笠取山〜奥秩父 多摩川源流〜、氷ノ山〜中国山地 兵庫 鳥取〜、栗駒山〜奥羽山脈 花咲く火山〜
- 8月 ‐ 三ッ峠山〜富士山絶景の山〜、アポイ岳〜北海道 日高山脈〜、櫛形山〜山梨 よみがえるアヤメの山〜
- 9月 ‐ 金北山〜佐渡 花々の楽園〜、岩手山 2作目〜みちのく 南部片富士〜、守門岳〜越後山脈 豪雪が育む山〜
- 10月 ‐ 余市岳〜北海道 豪雪が育む森と花〜、鹿島槍ヶ岳（爺ヶ岳経由） 2作目〜北アルプス・後立山連峰〜、黒部五郎岳（双六岳経由） 2作目〜北アルプス 天上の楽園〜、富士山 3作目〜日本一の火山〜
- 11月 ‐ 蓮華岳〜北アルプス・後立山連峰〜、木曽駒ケ岳（宝剣岳・伊那前岳・濃ヶ池・木曽駒ケ岳・中岳）3作目〜中央アルプス最高峰〜、戸隠山
- 12月 ‐ 田代山、大雪山 2作目〜火山息づく雲上の花園〜、西穂高岳〜北アルプス 穂高連峰〜、乾徳山〜山梨 岩の名峰〜

### 2018年
- 1月 ‐ 幌尻岳 2作目〜日高山脈 秘境の中の楽園〜、美ヶ原 2作目〜大パノラマの高原〜、苗場山 2作目〜長野・新潟 天空の大湿原〜
- 2月 ‐ 八幡平 2作目〜秋田 焼山からの縦走〜、越後駒ケ岳 2作目〜新潟 紅葉の峰々をゆく〜、乗鞍岳 2作目〜北アルプス〜
- 3月 ‐ 再放送
- 4月 ‐ 筑波山 3作目〜魅力が凝縮 関東の名峰〜、安達太良山 3作目〜春を待つ白き峰〜
- 5月 ‐ 高尾山 2作目〜東京八王子 花の名峰〜、宮之浦岳 3作目〜巨木の森を越えて〜
- 6月 ‐ 丹沢山（勘七の沢・塔ノ岳経由） 3作目〜沢と新緑 潤いの山〜、天城山 2作目〜伊豆 水めぐるブナの山〜
- 7月 ‐ 阿蘇山 2作目〜熊本 世界有数の火山〜、雲取山（笠取山・飛龍山経由） 2作目〜水と緑の秩父縦走〜、那須岳 2作目〜火山が育む豊かな自然〜、赤城山 2作目〜裾野は長し上州の山〜
- 8月 ‐ 燧ケ岳 2作目〜尾瀬の大展望を楽しむ!〜、利尻山 2作目〜北の海にそびえる花の島山〜、雨飾山 2作目〜日本海をのぞむ花の山〜
- 9月 ‐ 恵那山 2作目〜いにしえの祈り息づく山〜、巻機山（割引岳） 2作目〜豪雪が育む森とお花畑〜
- 10月 ‐ 北岳・間ノ岳 2作目（北岳は3作目）〜南アルプス 天空のお花畑〜、笠ヶ岳 2作目〜北アルプス・飛騨の霊峰〜、羊蹄山 2作目〜北の大地にそびえる蝦夷富士〜、大山 2作目〜岩壁を彩る花園を目指して〜
- 11月 ‐ 鳥海山 2作目〜豪雪の山に花咲き誇る〜、赤石岳 2作目〜威風堂々南アルプスの盟主〜
- 12月 ‐ 飯豊山 2作目〜東北のアルプス〜、甲斐駒ヶ岳 3作目〜急登を越えて絶景の頂へ〜、月山 3作目〜山形 色めくたおやかな峰〜、立山 3作目〜紅葉彩る信仰の山〜

### 2019年
- 1月 ‐ 蓼科山（八子ヶ峰経由） 2作目〜湖畔にそびえる展望の峰〜、八甲田山（高田大岳経由大岳・毛無岱） 3作目〜みちのく錦秋の山旅〜、瑞牆山 2作目〜奥秩父 そそりたつ岩峰の秋〜、会津駒ケ岳（中門岳） 2作目〜秋空に輝く草もみじの山〜
- 2月 ‐ 剱岳（別山・平蔵谷） 3作目〜岩と雪の殿堂〜
- 3月 ‐ 再放送
- 4月 ‐ 美ヶ原 3作目〜春の光きらめく高原へ〜、八ヶ岳（文三郎尾根経由赤岳） 3作目〜楽しい!春の雪山〜
- 5月 ‐ 於茂登岳〜美ら海に浮かぶ命の山〜、六甲山〜春 すみれ香る山〜
- 6月 ‐ 永田岳（宮之浦岳） 〜巨木と岩の大自然〜、瑞牆山 3作目 〜憧れのロックガーデン〜
- 7月 ‐ 大菩薩嶺（白谷ノ丸・牛奥ノ雁ヶ腹摺山・大菩薩峠経由・鶏冠山） 2作目〜富士を望む天空の縦走路〜、御岳山・大岳山（大岳山は2作目）〜命きらめく清らかな峰〜、大台ケ原山（大杉谷） 2作目〜名瀑が連なる神秘の峡谷〜、白神岳〜原始の森 広がる山〜
- 8月 ‐ 日光白根山（戦場ヶ原・前白根山経由） 3作目〜五色に輝く神秘の沼〜、早池峰山 2作目〜宮沢賢治が愛した花の山〜、燕岳〜北アルプスの女王〜
- 9月 ‐ 羅臼岳 2作目〜知床 夏あふれる命〜、幌尻岳 3作目〜花と野生動物の楽園〜、光岳（茶臼岳・イザルガ岳経由） 2作目〜輝く緑の稜線へ〜
- 10月 ‐ 木曽駒ケ岳 4作目〜憧れの天空の別世界〜、磐梯山 3作目〜宝の山の恵み〜、白馬岳 3作目〜変幻する天空の道〜
- 11月 ‐ 富士山 4作目 〜大迫力!天空の頂へ〜、朝日岳 3作目 〜錦の染まる美しき峰〜
- 12月 ‐ 大日岳（中大日岳・奥大日岳）〜信仰を育んだ安らぎの山〜、鳳凰山 3作目〜大展望の白き稜線を行く〜、白山 3作目〜秋の日かがやく神秘の山〜、石鎚山 3作目〜錦の染まる修験の峰〜

### 2020年
- 1月 ‐ 槍ヶ岳 3作目〜アルピニズム誕生の頂へ〜、岩木山 3作目〜山燃える鮮やかな紅葉〜、栗駒山 2作目〜晩秋の静寂が包む山〜
- 2月 ‐ 穂高岳（岳沢・前穂高岳経由奥穂高岳） 4作目〜気高く美しい憧れの岩の峰〜、高尾山 3作目〜日本一の人気の頂へ〜
- 4月 - 北八ヶ岳 天狗岳〜雪山を楽しみつくそう!〜、西穂高岳独標 〜雪と氷の頂へ〜
- 5月 - 西表島 古見岳 〜亜熱帯 生命の頂〜
- 6月 - 屋久島 太忠岳 〜千年杉の森と人の営み〜
- 7月 - 谷川連峰 平標山 〜雪が育むお花畑〜
- 8月 - 御在所岳 〜岩のワンダーランド〜、燧ケ岳 2作目 〜風薫る 美しき尾瀬〜、谷川岳 3作目 〜夏 花の岩尾根を行く〜
- 9月 - 北海道 利尻山 〜海にそびえる野鳥と花の楽園〜、立山 4作目 〜夏空に命かがやく〜、トムラウシ山 2作目 〜花と岩の殿堂〜
- 10月 - 丹沢山 4作目 〜夏を満喫!都心に近い大自然〜、火打山 2作目 〜きらめく夏 花の楽園へ〜、甲斐駒ヶ岳 4作目 〜時を超える、祈りの岩峰〜、北アルプス 五竜岳 3作目 〜天上の縦走路を行く〜
- 11月 - 奥羽山脈 和賀岳 〜巨木の森 天空の花咲く秘境へ〜、出羽三山 〜錦に染まる 生まれ変わりの山〜
- 12月 - 荒船山 〜秋 色づく空中庭園へ〜、常念岳 3作目 〜麗しきフォトジェニックな山〜、焼石岳 〜みちのく 波打つ紅葉の山へ

### 2021年
- 1月 - 安達太良山 4作目 〜湯煙あがる錦の峰〜、中央アルプス 空木岳 〜紅葉の尾根をたどり白き岩峰へ〜、雲取山 3作目 〜錦に輝く潤いの森〜
- 2月 - 大峰山 3作目 〜大自然に抱かれた修験の道〜、奥秩父 笠取山 〜冬へ 多摩川源流の山〜、湯布院 由布岳 〜氷の花咲く 白銀の峰〜
- 3月 - 那須岳 3作目 〜噴煙たなびく深秋の山〜、雨飾山 3作目 〜天高く空を楽しむ〜、乾徳山 2作目 〜冬へ 美しき静寂の山〜、大岳山・御岳山 3作目 〜芽吹き始める命〜、高尾山 4作目 〜誰もが知る山を誰よりも楽しむ〜
- 4月 - 磐梯山 4作目 〜白銀をまとう宝の山〜
- 5月 - 湯湾岳 〜ワクワク!奄美大島の大自然〜、王岳・鬼ヶ岳 〜緑輝く富士絶景の峰〜
- 6月 - 祖母山 2作目 〜命育む 曙（あけぼの）の峰〜
- 7月 - 八ヶ岳 4作目 〜花が彩る岩の峰〜
- 8月 - 赤城山 3作目 〜天空の遊び場〜、苗場山 3作目 〜初夏!輝く天空の大湿原〜、金北山 2作目 〜佐渡島 巨樹と花々の山〜
- 9月 - 大雪山 3作目 〜神々の遊ぶ庭〜、八海山 〜神の領域をゆく〜、ニセコ連峰 目国内岳 〜“秘境”の大自然〜、燕岳・大天井岳 2作目 〜天空の“パノラマ銀座”〜
- 10月 - 北岳・間ノ岳 3作目（北岳は4作目） 〜天上の散歩道〜、八幡平 3作目 〜黄金色の大湿原へ〜、南アルプス 悪沢岳 2作目 〜花咲く岩の峰〜、白馬岳 4作目 〜“不帰ノ嶮（かえらずのけん）”を越えて〜
- 11月 - 女峰山 〜秋色の奥日光へ〜、立山 5作目 〜氷河が磨いた頂へ〜、岩手山 3作目 〜紅葉と岩の尾根をゆく〜
- 12月 - 蔵王連峰 熊野岳 〜よみがえった信仰の道〜、剱岳 4作目 〜“針山地獄”に挑む!〜

### 2022年
- 1月 - 北海道 斜里岳〜きらめく水の山〜、くじゅう連山〜山の魅力が満載〜、大山〜白波望む秋の峰〜
- 2月 - 英彦山〜古（いにしえ）の祈りの峰を行く〜、長野 高社山〜信仰の山 美しき冬〜
- 3月 - 伊豆山稜線歩道〜迫りくる富士山〜、六甲山〜名峰の知られざる魅力〜、剣山〜南国に広がる大雪原〜
- 4月 - 長野 飯縄山〜人々に愛される山〜
- 5月 - 乗鞍岳〜春陽きらめく白銀の峰〜、三原山 八丈富士〜絶海の孤島 二つの火山〜
- 6月 - 長野 戸隠山〜知られざる神々の座へ〜、山伏〜広がる南アルプスの大展望〜
- 7月 - 甲武信ヶ岳〜シャクナゲとコケの森〜、屋久島 宮之浦岳〜黒潮洗う 世界遺産の森〜、礼文島 ツバメ山 〜氷河期が生んだ“花の浮島（うきしま）”〜
- 8月 - 榛名山〜湖めぐる花と緑の路（みち）〜、三嶺〜秘境の奥の“別世界”〜、十勝岳〜花咲き誇る北の“火の山”〜
- 9月 - 白馬岳 雪倉岳〜北アルプス秘密の花園へ〜、野口五郎岳〜裏銀座ルートの最高峰〜、北アルプス霞沢岳〜穂高の絶景を望む〜
- 10月 - 南アルプス甲斐駒ヶ岳〜“貴公子”へ復活の道〜、北海道樽前山〜“苔（こけ）の回廊”と“活火山”〜、戸隠連峰高妻山〜修験の道はるかなる峰へ〜
- 11月 - 鳥海山〜人々が畏れた荒ぶる神〜、秋田駒ケ岳〜錦に染まる火の山を行く〜、赤坂山大谷山〜中央分水嶺の山を行く〜
- 12月 - 会津朝日岳〜輝く紅葉の玉手箱〜、 雲取山〜錦織りなす紅葉の峰〜

### 2023年
- 1月 - 妙義山〜神々が宿る岩峰を行く〜、越後山脈巻機山〜秋だけの沢ルートをゆく〜、丹沢山地〜富士山を望む大縦走〜、霧島山〜多彩な表情の活火山〜
- 2月 - 伊豆三山〜海底火山が生んだ景観〜、筑波山〜「柔」と「剛」二つの顔を楽しむ〜、金勝アルプス〜琵琶湖を望む奇岩の世界〜
- 3月 - 浅間山〜雪化粧した活火山〜
- 4月 - 八ヶ岳を縦走する〜北の優しさ南の険しさ〜、富士山の美を味わう〜絶景を望む二つの山旅〜
- 5月 - 九州の霊峰・英彦山へ〜修験の道“峰入り古道”〜、くじゅう連山撮影旅行〜“九州の屋根″を巡る〜
- 6月 - 初夏 六甲山系を縦走する、“南アルプスの貴公子”へ 〜甲斐駒ヶ岳と前衛峰〜
- 7月 - 南の島の“海から山へ”〜石垣島 西表島〜
- 8月 - 苗場山谷川連峰〜楽しく安全に人気の山へ!〜、大雪山系・トムラウシ山へ〜北海道の屋根を大縦走!〜
- 9月 - 家族の山・日光連山〜深田久弥が断念した頂へ〜、岩手山早池峰山〜宮沢賢治の世界を巡る〜
- 10月 - 東北アルプス・飯豊連峰〜祈りの道と雪渓の道〜
- 11月 - 北アルプス黒部源流〜“日本最後の秘境”へ〜
- 12月 - 剱岳を望む峰々へ〜知られざる北アルプス〜、紅葉と岩稜の世界へ〜妙高・火打と秘境の峰々〜

### 2024年
- 1月 - 大峯奥駈道100kmに挑む〜近畿の屋根・大峰山脈〜、尾瀬をめぐる山旅〜“水の楽園”を撮る〜
- 2月 - 花満つる天空の縦走路〜“四国の屋根”石鎚山系〜、北の海個性豊かな頂へ〜礼文岳利尻山〜、木曽駒ヶ岳の“顔”を撮る〜中央アルプスの秋と冬〜
- 3月 - 雪山は“天然の美術館”〜美ヶ原・赤城山・竜ヶ岳〜
- 4月 - たおやかな雪山へ〜北八ヶ岳〜、冬のキレットに挑む〜南八ヶ岳〜、連なる雪の岩峰に挑む〜西穂高岳〜、宮沢賢治の世界へ〜早池峰山〜、日本三大急登に挑む!〜甲斐駒ヶ岳〜
- 5月 - 魅惑の尾根をゆく〜東京都最高峰・雲取山〜、火山の造形を楽しむ〜伊豆半島・天城山〜、絵図に描かれた祈りの道〜飯豊山〜、深田久弥が断念した頂へ〜日光・女峰山〜、歴史と文化を味わう〜京都・東山トレイル〜
- 6月 - 九州最後の秘境へ〜宮崎・大崩山〜、多彩な表情の活火山〜岩手山〜、洋上アルプスの森をゆく～屋久島・宮之浦岳～、東北最大の雪渓に挑む～飯豊連峰・大日岳～
- 7月 - 東京の活火山に登る～伊豆大島・三原山～、“水の山”を楽しむ～甲武信ヶ岳～、命を育む秋田の名峰～森吉山～
- 8月 - 岩と花の尾根をゆく～谷川岳～、東シナ海を望む頂へ～長崎・五島列島～
- 9月 - 蝦夷富士の初夏を味わう～羊蹄山～、復活！活火山への縦走路～頚城三山～、フォッサマグナが生んだ秘境～新潟・海谷山塊～、“馬の鞍（くら）”への信仰の道～乗鞍岳～
- 10月 - よみがえる表参道～奥秩父の盟主・金峰山～、水しぶく清流を登る～奥羽山脈・栗駒山～、天空の縦走路をゆく～南アルプス・白根三山～、憧れの槍穂大縦走（前編）、憧れの槍穂大縦走（後編）
- 11月 - 槍穂を望む縦走路〜蝶ヶ岳から常念岳へ〜、いつか行きたい稜(りょう)線〜立山から薬師岳へ〜、風穴が育む生命(いのち)の森〜白雲山〜
- 12月 - 鬼の棲(す)む津軽富士へ〜岩木山〜、色づくブナの天然林へ〜白神山地〜、緑と噴煙 二つの火口へ〜雄阿寒岳 雌阿寒岳〜

### 2025年
- 1月 - 特別編「名峰の夜明け」（44分）、華やぐ“神奈川の屋根”へ〜丹沢山地〜、神おわす“さやけき山”〜鳥海山〜
- 2月 - 幽玄の世界に分け入る〜山梨・櫛形山〜、まろやかな冬山へ〜長野・鉢伏山〜

## スペシャル番組
スタジオゲストが体験した山旅・岩登りなどのVTR、スタジオトークや山に関する情報を紹介する。
- 2012年
  - 8月28日 - ようこそ山旅へ〜にっぽん百名山スゴイ山々徹底ガイド（89分）（司会：八嶋智人、中田有紀）
  - 10月27日 - にっぽん百名山 グッとくる!東北のやま旅へ（89分）（司会：内藤剛志、中田有紀）
- 2013年
  - 3月2日 - ようこそ雪山へ にっぽん百名山 冬限定プレミアム体験徹底ガイド（89分）（司会：八嶋智人、中田有紀）
  - 8月26日 - 夏の特集 にっぽん百名山「達人に聞く! “グッとくる極上の夏山”」（89分）（司会：釈由美子、金子貴俊）
  - 11月9日 - にっぽん百名山 秋プレミアムスペシャル「南北感動山旅バトル!究極の絶景を求めて」（89分）（司会：三宅裕司、サヘル・ローズ）
- 2014年
  - 3月22日 - ザ・プレミアム にっぽん百名山スペシャル「春を探して トキメキの山旅」（89分）（司会：三宅裕司、出演：釈由美子、野々村真、萩原智子）
  - 8月4日 - にっぽん百名山スペシャル「百の頂きに百の喜びあり いざ、夏山へ!」（89分）（司会：三宅裕司、出演：市毛良枝、篠原ともえ）
  - 11月3日 - にっぽん百名山スペシャル「紅葉前線南下中!いざ 錦秋の山々へ」（89分）（司会：三宅裕司、出演：南野陽子、安めぐみ）
- 2015年
  - 8月11日 - にっぽん百名山スペシャル「夏山を楽しもう」（89分）（司会：三宅裕司、ホラン千秋、出演：ダニエル・カール、市毛良枝、村井美樹）
  - 11月3日 - にっぽん百名山スペシャル「あなたが好きな山!深田久弥が愛した名峰へ」（89分）（司会：釈由美子、水道橋博士、出演：工藤夕貴、神保悟志、あばれる君、湊かなえ）
- 2016年
  - 6月11日 - にっぽん百名山スペシャル 「山が呼んでる!花と緑の峰々へ」（89分）石丸謙二郎、サヘル・ローズ、萩原浩司、山口孝、篠原ともえ、三田恭子、安類智仁、橋谷晃、鈴木麻里子、伊津野亮
  - 8月11日 - にっぽん百名山スペシャル「今日は山の日 日本一の峰々へ」（富士山…田部井淳子&なすび、北岳〜間ノ岳…工藤夕貴&萩原浩司、甲武信ヶ岳…華恵）
  - 10月31日 - にっぽん百名山スペシャル 「でっかい秋みつけた!」（89分）金子貴俊、鈴木ちなみ、村井美樹、加賀谷はつみ、西田省三、松下沙織、根津貴央、萩原浩司、鈴木麻里子
- 2017年
  - 6月10日 - にっぽん百名山スペシャル 「さぁ 行こう! 憧れの山へ」（89分）荻原次晴、山戸ユカ、萩原浩司、仲川希良、渡辺敏哉、鈴木ともこ、藤田佳代、鈴木麻里子
  - 8月11日 - にっぽん百名山スペシャル「きょうは山の日 山の恵みに感謝しよう!」（仙丈ケ岳篇…湊かなえ&工藤夕貴、山形・月山…若旦那（湘南乃風）、尾瀬…瀬戸たかの母子）
  - 10月30日 - にっぽん百名山スペシャル「秋のきらめき 見つけた」 （89分） 荻原次晴、鈴木ともこ、萩原浩司、西田省三、福島和可菜、鈴木麻里子
- 2018年
  - 6月11日 - にっぽん百名山スペシャル「“山女”憧れの頂へ!」 （89分） 工藤夕貴、萩原浩司、湊かなえ、黒島結菜、片岡安祐美、橋谷晃、五十嵐潤、鈴木麻里子
  - 8月11日 - にっぽん百名山スペシャル「快晴の夏山へ!」 （89分） 荻原次晴、鈴木ともこ、萩原浩司、小椋久美子、福島和可菜、川崎拓兵、川口拓、五十嵐理沙、鈴木麻里子
  - 11月5日 - にっぽん百名山スペシャル「いいね!とっておきの秋の山旅」 （89分） 呂敏、南沢奈央、あばれる君、萩原浩司、井坂道彦、小板橋結子、鈴木麻里子
- 2019年
  - 6月17日 - にっぽん百名山スペシャル「これが見たかった!憧れの絶景」 （89分） 西田省三、野川かさね、川田裕美
  - 8月12日 - にっぽん百名山スペシャル「夏 きらめく花の旅へ」 （89分） ヤンニ・オルソン、古屋呂敏、華恵、川田裕美、萩原浩司
  - 11月4日 - にっぽん百名山スペシャル「秋色!こんな山旅がしたい」 （89分） 川田裕美、小椋久美子、萩原浩司、植田めぐみ、福島和可菜、吉田眞弓、安倍仁、川﨑たくへい
- 2020年
  - 6月22日 - にっぽん百名山スペシャル「さわやか初夏!おススメの山 大集合」 （89分） 萩原浩司、工藤夕貴、湊かなえ、藤巻亮太、中條真弓、鹿島綾乃
  - 8月17日 - にっぽん百名山スペシャル「LOVE 夏山!」 （89分） 萩原浩司、杉浦みずき、野川かさね、山戸ユカ、福島和可菜、福島舞、五十嵐理沙、林千明
  - 11月9日 - にっぽん百名山スペシャル「紅葉きらめく剱・立山へ!」 （89分） 萩原浩司、上野愛奈、福田薫、益子卓郎、中島健郎、石井邦彦
- 2021年
  - 7月10日 - にっぽん百名山スペシャル「カスタマイズ登山で初夏を満喫!」 （89分） 萩原浩司、西田省三、鈴木ともこ、上野愛奈、杉浦みずき、水野隆信、鈴木麻里子
  - 8月21日 - にっぽん百名山スペシャル「天空を満喫!夏の槍ヶ岳」 （BS1 49分） 萩原浩司、工藤夕貴、金子貴俊、豊嶋真千子
  - 9月11日 - にっぽん百名山スペシャル「天空を満喫!夏の槍ヶ岳」完全版 （89分） 萩原浩司、工藤夕貴、金子貴俊、豊嶋真千子
  - 11月15日 - にっぽん百名山スペシャル「世界遺産の秋を楽しむ!」（89分）あばれる君 、萩原浩司 、村上佳菜子 、小池幸雄 、岩崎仁 、松枝孝一 、八幡暁 、石垣八郎 、大橋未歩
- 2022年
  - 7月9日 - にっぽん百名山スペシャル「バディー登山」（89分）萩原浩司 、釈由美子 、かほなん 、吉野香織 、青木達哉 、三戸呂拓也 、鈴木麻里子
  - 8月27日 - にっぽん百名山スペシャル「岩と雪の殿堂 剱岳」（BS1 49分）萩原浩司、金子貴俊、矢部華恵、豊嶋真千子
  - 9月10日 - にっぽん百名山スペシャル「岩と雪の殿堂 剱岳」完全版（89分）萩原浩司 、金子貴俊 、矢部華恵 、豊嶋真千子
  - 11月12日 - にっぽん百名山 スペシャル 「秋の穂高3000mの峰々へ」（89分）工藤夕貴、萩原浩司、金子貴俊、朝日陽子、成田賢二、井坂道彦、照井大地、川田裕美

## 実践!にっぽん百名山
当番組で取り上げた百名山の中から毎回一つをクローズアップし、登山に際しての注意点や、そのコースにおける様々な動物・植物について、山岳の専門家やゲストを交えて解説する。司会は釈由美子。BS1で放送された。
- 2013年度・2014年度
  - 本放送：木曜 17時 - 17時30分
  - 再放送：日曜 3時 - 3時30分（土曜深夜）
- 2015年度：随時土曜 17時 - 17時30分（"Doスポーツ"ゾーン、主に春・夏・秋の登山シーズンを中心として放送）

## 15分でにっぽん百名山
当番組を15分間のダイジェストにまとめたものである。BS1・BSプレミアムで放送された。

## にっぽん百低山
2020年度・2021年度にBSプレミアムにて『吉田類のにっぽん百低山』のタイトルで不定期放送され、2022年6月から2024年3月までNHK総合で放送されたのち、2024年4月からNHK BSで放送されている。吉田類が小林泰彦の『日本百低山』をもとに日本各地の山を巡り紹介する。
- 出演 - 吉田類（酒場詩人）
- ナレーション - 浅野里香、池田伸子、川口由梨香（ともにNHKアナウンサー）

BSプレミアムで放送
- 本放送：水曜日 12時20分 - 12時43分
- 再放送：日曜日 13時5分 - 13時28分

2022年6月から2024年3月までNHK総合で放送
- 本放送：水曜日 12時20分 - 12時43分
- 再放送：日曜日 13時5分 - 13時28分

2024年4月からNHK BSで放送
- 本放送：金曜日 17時30分 - 18時
- 再放送：水曜日 21時30分 - 22時

### 放送内容

#### 2020年
- 11月 - 「鋸山・千葉」、「大山・神奈川」

#### 2021年
- 6月 - 「川苔山・東京」
- 7月 - 「藻岩山・北海道」
- 12月 - 「岩櫃山・群馬」、「猫魔ヶ岳」

#### 2022年
- 1月 - 「鍋割山・神奈川」、「再度山・兵庫」
- 3月 - 「龍王山・奈良」、「飯道山・滋賀」、「貫山・福岡」、「鶴見岳・大分」、「六甲山最高峰・兵庫」、「宝登山・埼玉」、「象頭山・香川」、「横倉山・高知」
- 6月 - 「烏場山・千葉」、「幕山・神奈川」、「金時山・神奈川」、「大平山・神奈川」
- 7月 - 「弥山・広島」、「東鳳翩山・山口」、「弥彦山・新潟」、「角田山・新潟」
- 8月 - 「信夫山・福島」、「泉ヶ岳・宮城」、「手稲山・北海道」、「函館山・北海道」、「伊吹山・滋賀」
- 9月 - 「天城山・静岡」、「羅漢寺山・山梨」
- 10月 - 「夜叉ヶ池山・岐阜」、「姫神山・岩手」、「田代岳・秋田」
- 11月 - 「朝熊ヶ岳・三重」、「太平山・秋田」
- 12月 - 「男鹿・本山」、「鳳来寺山・愛知」、「月居山・茨城」、「古賀志山・栃木」

#### 2023年
- 1月 - 「愛宕山・京都」、「金剛山・大阪」
- 3月 - 「名護岳・沖縄」、「石川岳・沖縄」、「先山・兵庫」、「眉山・徳島」
- 4月 - 「子ノ山・埼玉」、「行縢山・宮崎」、「双石山・宮崎」
- 5月 - 「大文字山・京都」、「堂山・滋賀」、「大岳山・東京」
- 6月 - 「岩殿山・山梨」、「宝満山・福岡」、「両子山・大分」
- 7月 - 「黒髪山・佐賀」、「天山・佐賀」、「三瓶山・島根」
- 8月 - 「工石山・高知」、「不入山・高知」
- 9月 - 「大尽山・青森」、「梵珠山・青森」
- 10月 - 「恵山・北海道」、「イワオヌプリ・北海道」
- 11月 - 「妙見山・大阪&兵庫」、「ひき岩群・和歌山」、「船通山・鳥取」、「蒜山・岡山」、「猿投山・愛知」
- 12月 - 「御在所山・三重」、「小菅山・長野」、「大姥山・長野」

#### 2024年
- 2月 - 「三方分山・山梨」、「鬼城山・岡山」
- 3月 - 「鷲ヶ頭山・愛媛」、「城山・長崎」、「龍良山・長崎」、「武甲山・埼玉」、ほろ酔いで語ろう低山の魅力「低山って面白い」、「富山・千葉」、「高宕山・千葉」、ほろ酔いで語ろう低山の魅力「日本人と低山」
- 5月 - 「於茂登岳・沖縄」、「テドウ山・沖縄」、「青葉山・福井」、「越知山・福井」
- 6月 - 「筑波山・茨城」、「神峰山・茨城」、「普賢岳・長崎」
- 7月 - 「安満岳・長崎」、「開聞岳・鹿児島」、「太忠岳・鹿児島」
- 8月 - 「医王山・石川」、「高落場山・富山」
- 9月 - 「五葉山・岩手」、「石上山・岩手」、「八面山・大分」、「高崎山・大分」
- 10月 - 「金華山・宮城」、「鞍岳・熊本」
- 11月 - 「屋島・香川」、「高尾山・東京」、「星ヶ城山・香川」
- 12月 - 「霊仙山・滋賀」、「蓬莱山・滋賀」、「戸倉山・新潟」

#### 2025年
- 1月 - 「米山・新潟」、「妙義山・群馬」、「荒船山・群馬」
- 2月 - 「翁山・山形」（Ｅテレで放送）、「青峯山・三重」、「発端丈山・静岡」（BS8Kで放送）、「倶留尊山・奈良」、「日金山・静岡」

## 映像ソフト
- にっぽん百名山 ブルーレイ 全16巻セット[20]
  - 中部・日本アルプスの山 5巻
  - 西日本の山 2巻
  - 東日本の山 4巻
  - 関東周辺の山 5巻
- にっぽん百名山 DVD 全16巻セット[21]
  - 中部・日本アルプスの山 5巻
  - 西日本の山 2巻
  - 東日本の山 4巻
  - 関東周辺の山 5巻